# Захарин, Сергей Александрович
Сергей Александрович Захарин (род. 1982) — российский актёр театра и кино, театральный режиссёр.

## Биография
Сергей Захарин родился в городе Набережные Челны в 1982 году. С детства занимался в детской хореографической школе в Набережных Челнах, а также посещал во Дворце творчества театральную студию.
В 2000 году поступил в Ульяновский музыкально-педагогический колледж №2 (специальность: педагог дополнительного образования с дополнительной подготовкой по хореографии). За время учёбы дважды удостоен губернаторской стипендии, а также стипендии министерства культуры Ульяновской области. Окончил колледж с красным дипломом.
С 2003 по 2004 год работает ведущим на телеканале «ТНТ-УЛЬЯНОВСК». Под его началом вышли такие проекты, как «Зажги свою звезду» и « БЛюЗ- Бюро Любовных Знакомств»
В 2004 году уезжает в Саратов, так как поступил на Театральный факультет Саратовской государственной консерватории им. Собинова (курс А. В. Кузнецова). Антон Кузнецов уехал из Саратова и этот актёрский курс вели супруги И. М. Баголей и Л. Н. Воробьёва. Ещё во время учёбы Сергей Захарин начал играть на сцене Саратовского театра драмы в спектаклях его основного репертуара («12 месяцев» — Апрель, «Преступление и наказание» — Николка). Во время обучения получал стипендию им. Олега Табакова. Среди его учебных работ Карандышев и Дульчин (в отрывках по А. Н. Островскому). В 2008 году, по окончания обучения, он был принят в труппу Саратовского академического театра драмы имени И. А. Слонова.
В 2009 году, не прерывая работы в театре, Сергей Захарин поступил в один из московских театральных ВУЗов на режиссёрское отделение (мастерская народного артиста России Валерия Беляковича).
В 2010 году переехал в Москву. С 2011 года по настоящее время актёр театра Виктюка.
В 2013 году поставил в рамках проекта «Открытая сцена» спектакль «Тайна замка ужасов».
В 2014 году Сергей Захарин на сцене Саратовского театра драмы поставил спектакль по пьесе Ксении Степанычевой «Розовый бантик», премьера состоялась 26 апреля.

## Признание и награды
- Лауреат V Саратовского областного фестиваля «Золотой Арлекин» (сезоны 2007—2009 — лучший дебют (мужская роль) за роль Озрика в спектакле «Гамлет»)[4][5][6]
- Дважды стипендиат премии Олега Табакова

## Творчество

### Роли в театре

#### Саратовский академический театр драмы имени И. А. Слонова

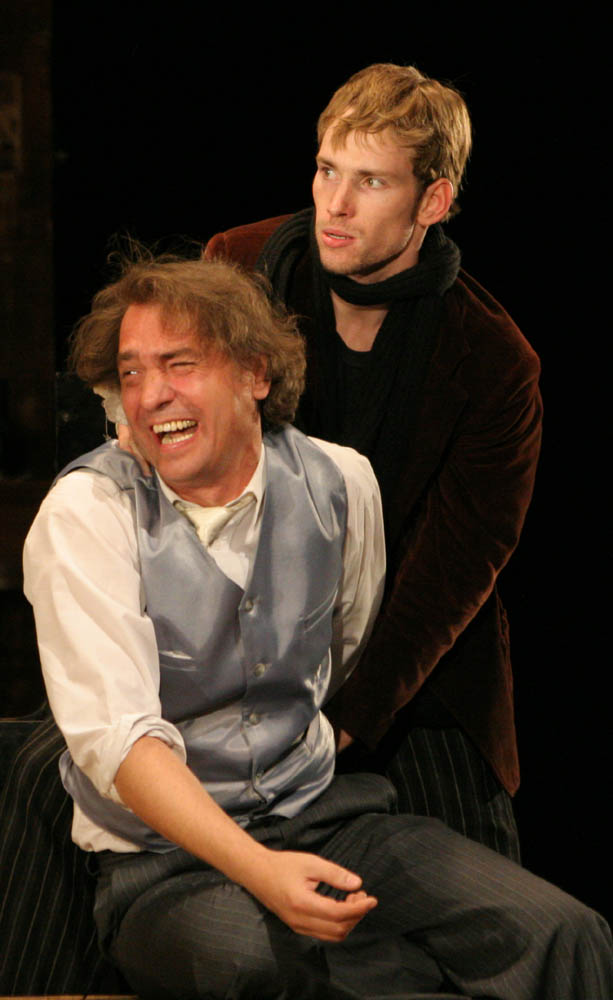
Игорь Баголей и Сергей Захарин в спектакле «Лучшие дни нашей жизни»

- 2006 — «Сонеты» (пластический спектакль). Хореография и постановка: Алексей Зыков — Ромео
- 2006 — «12 месяцев» С. Маршака. Режиссёр: Алексей Зыков — Апрель
- 2007 — «Выглядки или колыбельная для взрослых». Режиссёр: Игорь Баголей — Никита (дипломный спектакль)
- 2007 — «Проделки Скапена» Мольера. Режиссёр: Игорь Баголей — Леандр (дипломный спектакль)
- 2007 — «Преступление и наказание» Ф. М. Достоевского. Режиссёр: Марина Глуховская — Николка
- 2007 — «Владимир Красное Солнышко» А. Зыкова. Режиссёр: Алексей Зыков — Владимир, сын князя Святослава
- 2008 — «Гамлет» Шекспира. Режиссёр: Марина Глуховская — Озрик[7]
- 2008 — «Касатка» А. Н. Толстого. Режиссёр: Игорь Баголей — Князь Бельский (дипломный спектакль)
- 2008 — «Лучшие дни нашей жизни» У. Сарояна. Режиссёр: Александр Плетнёв — Гарри
- 2008 — «Гонза и волшебные яблоки» пьеса Майи Береговой по мотивам «Озорных сказок» Йозефа Лады. Режиссёр: Ансар Халилуллин — Ярабачек, друг Гонзы
- 2009 — «Сердечные тайны» Бет Хенли. Режиссёр: Сергей Стеблюк — Вилли Джей
- 2010 — «Женитьба» по Н. В. Гоголю. Режиссёр: Антон Коваленко — ряженый

#### Проект Открытая сцена
- 2012 — «Гондла» по Н. Гумилёву. Режиссёр: Смольяков Александр — Гондла

### Роли в кино
- 2009 — Преступление будет раскрыто 2 (серия «Электрошокер») — Колейкин

### Постановки
- 2014 — «Розовый бантик» по пьесе Ксении Степанычевой[3] (Саратовский академический театр драмы)
- 2015 — «Царевна-лягушка» (Тюменский драматический театр)[8]
- 2016 — «Чувствуешь?» (Захарин Театр)
- 2016 — «Сонеты» Шекспира (Захарин Театр)
- 2021 — «Орфей» по пьесе Теннесси Уильямса «Орфей спускается в ад» (Театр Романа Виктюка)[9]
- 2022 — «Маскарад» по пьесе Михаила Лермонтова[10] (Иркутский академический драматический театр имени Н. П. Охлопкова, 2022)